# Bekecs
Bekecs è un comune dell'Ungheria di 2 538 abitanti (dati 2001). È situato nella contea di Borsod-Abaúj-Zemplén.